# Pjotr Wladimirowitsch Botschkarjow
Pjotr Wladimirowitsch Botschkarjow (russisch Пётр Владимирович Бочкарёв, engl. Transkription Pyotr Bochkaryov; * 3. November 1967 in Moskau) ist ein ehemaliger russischer Stabhochspringer.
1991 gewann Botschkarjow für die Sowjetunion startend Bronze bei der Universiade und im Jahr darauf als Mitglied des Vereinten Teams Gold bei den Leichtathletik-Halleneuropameisterschaften 1992 in Genua.
Als Repräsentant Russland verteidigte er seinen Titel bei den Halleneuropameisterschaften 1994 in Paris.
1996 holte er Bronze bei den Halleneuropameisterschaften in Stockholm und wurde Fünfter bei den Olympischen Spielen in Atlanta.
1992 wurde er Hallenmeister der Gemeinschaft Unabhängiger Staaten, 1996 und 1998 russischer Hallenmeister.
Botschkarjow ist der Sohn der Sprinteuropameisterin Irina Turowa.

## Persönliche Bestleistungen
- Stabhochsprung: 5,90 m, 28. Juni 1996, Karlskrona
  - Halle: 5,90 m, 12. März 1994, Paris